# Dwór (Rykoszyn)
Dwór – część wsi Rykoszyn w Polsce położona w województwie świętokrzyskim, w powiecie kieleckim, w gminie Piekoszów. 
W latach 1975–1998 Dwór administracyjnie należał do województwa kieleckiego.